# Lampris immaculatus
Espèce
Le poisson des dieux austral ou opah austral (Lampris immaculatus) est une espèce de poissons de la famille des Lamprididés. C'est un poisson pélagique avec une répartition cosmopolite. Son corps mesurant jusqu'à 2 m est comprimé latéralement a des teintes bleues et rouges brillantes et des taches métalliques.